# Rosy McEwen

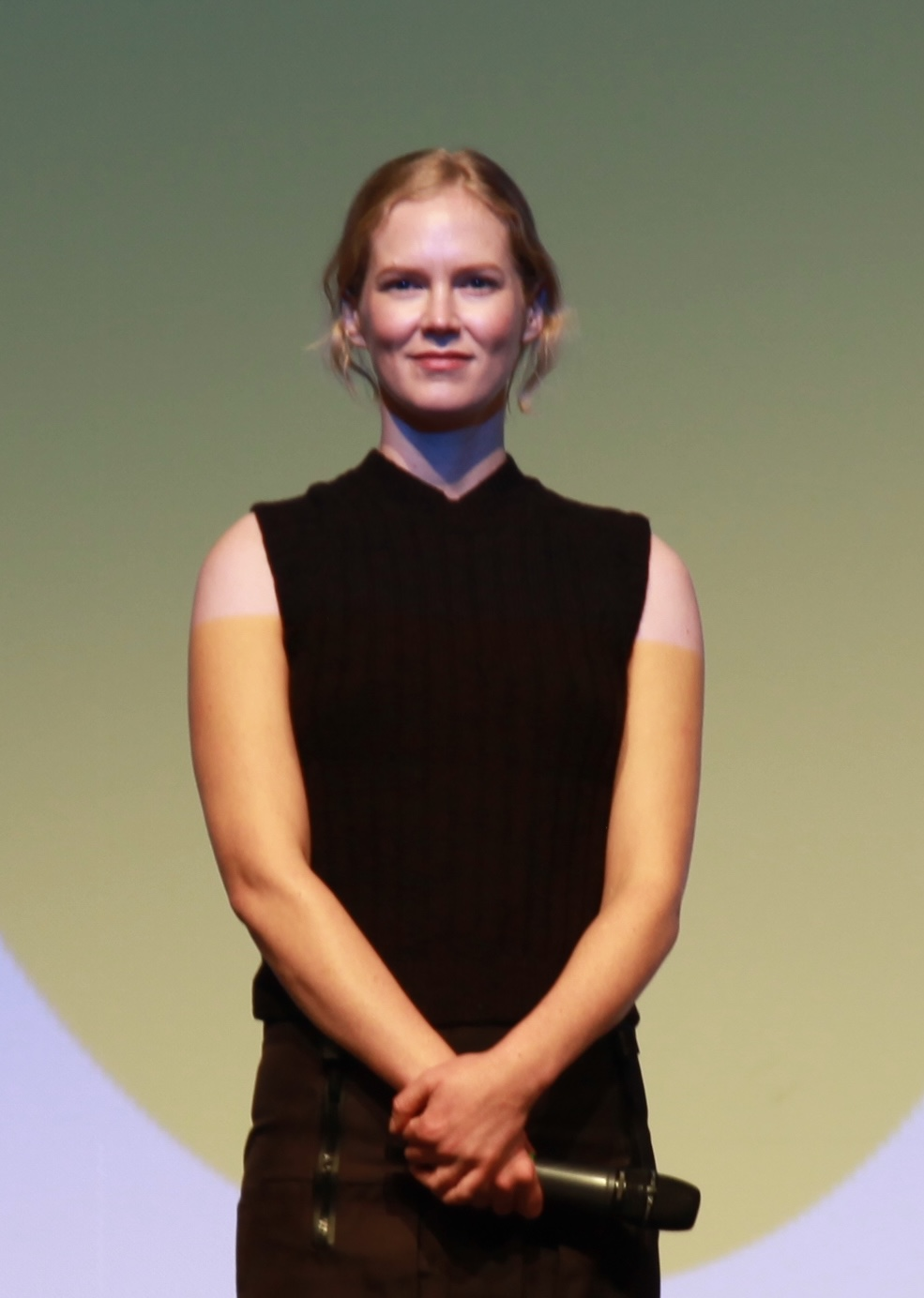
Rosy McEwen (2025)

Rosy McEwen (* um 1994 als Rosy Byrne) ist eine britische Schauspielerin.

## Leben
Rosy McEwen trat zu Beginn ihrer Schauspielkarriere unter ihrem Geburtsnamen Rosy Byrne auf. Bereits als 13-Jährige wurde sie von einem Casting-Agenten an ihrer Londoner Schule entdeckt und gelangte für den Part der gleichaltrigen Briony in der Kinoproduktion Abbitte (2006) bis in die finale Auswahl. Die Rolle in der preisgekrönten Literaturverfilmung wurde aber letztendlich mit Saoirse Ronan besetzt, die eine erfolgreiche internationale Schauspielkarriere begründen sollte. Noch als Schülerin war die Britin in zwei Folgen der Serie Cranford (2007) als Lizzie Hutton zu sehen. 2011 spielte sie in der BBC-Krimiserie Waking the Dead – Im Auftrag der Toten in Harbinger die Rolle der Miranda Rees. Danach zog sie sich von der Schauspielerei zurück und begann ein Studium der Kunstgeschichte an der University of Leeds. Nach zwei Jahren brach sie dieses ab und begann am Theater wieder als Schauspielerin zu arbeiten.
Ihre Schauspielausbildung erhielt sie an der Bristol Old Vic Theatre School, die sie 2017 abschloss. Danach änderte sie ihren Familiennamen in McEwen, auf den Mädchennamen ihrer Mutter.
Am Bristol Old Vic und am Royal Exchange in Manchester stand McEwen als Warja in Der Kirschgarten auf der Bühne. Mit der Royal Shakespeare Company spielte sie die Zenocrate / Callapine in Tamburlaine und Flaminius  in Timon von Athen. Am National Theatre verkörperte sie die Desdemona  in Othello.
2020 war sie in der zweiten Staffel der Netflix-Serie The Alienist – Die Einkreisung mit Daniel Brühl und Dakota Fanning als  Libby Hatch zu sehen. Vom britischen Branchendienst Screen International wurde sie 2022 zu den „Stars of Tomorrow“ gezählt. Für ihre Darstellung der Jean, einer lesbischen Lehrerin im England der 1980er-Jahre, im Spielfilm Blue Jean von Georgia Oakley wurde sie im Rahmen der Verleihung der British Independent Film Awards 2022 als beste Hauptdarstellerin geehrt und gleichzeitig in der Kategorie Breakthrough Performance nominiert. Es handelte sich um McEwens erste Kinohauptrolle. Für die Serienverfilmung von Patricia Cornwells Thriller-Reihe um die Gerichtsmedizinerin Kay Scarpetta für Prime Video mit Nicole Kidman und Jamie Lee Curtis wurde sie als junge Kay Scarpetta besetzt.
In den deutschsprachigen Fassungen wurde sie von Franziska Endres in Vesper Chronicles und The Alienist synchronisiert.

## Filmografie (Auswahl)
- 2007: Cranford (Fernsehserie, zwei Folgen, als Rosy Byrne)
- 2011: Waking the Dead – Im Auftrag der Toten (Waking the Dead, Fernsehserie, zwei Folgen als Rosy Byrne)
- 2020: Motion Sickness (Kurzfilm)
- 2020: The Alienist – Die Einkreisung (The Alienist, Fernsehserie)
- 2021: Close to Me (Mini-Serie)
- 2022: Vesper Chronicles
- 2022: Blue Jean
- 2024: Harvest
- 2024: Apartment 7A
- 2025: Rabbit Trap
- 2025: Black Mirror (Fernsehserie)

## Auszeichnungen und Nominierungen (Auswahl)
British Independent Film Award
- 2022: Auszeichnung für die beste Hauptrolle (Best Lead Performance) für Blue Jean[5]
- 2022: Nominierung in der Kategorie Breakthrough Performance für Blue Jean[5]